# 斯維爾湖

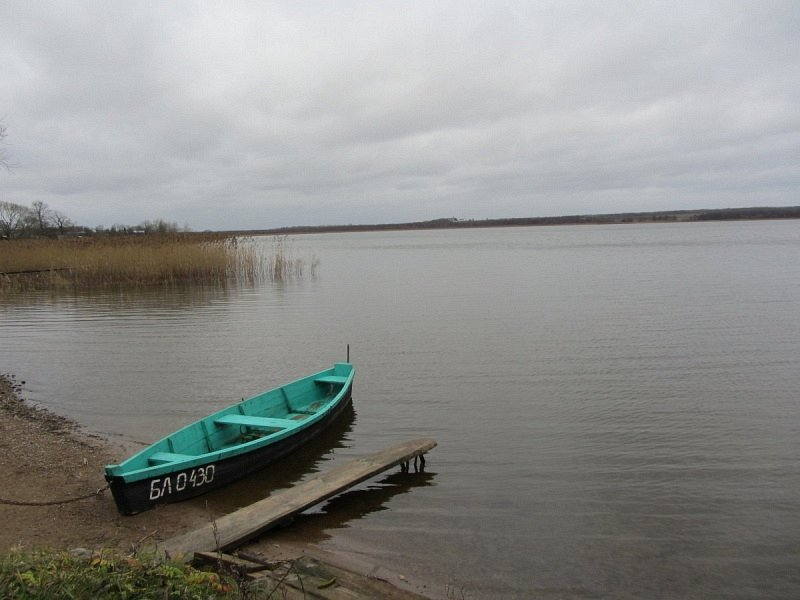
斯維爾湖

斯維爾湖（白俄羅斯語：Свір）是白俄羅斯的湖泊，位於斯特拉恰河流域，由明斯克州負責管轄，長14.1公里、寬2.3公里，面積22.28平方公里，集水區面積364平方公里，海拔高度149.8米，湖岸線長度31.2米，平均水深3.9米，最大水深8.7米。